# Ancuya (ort i Colombia)
Ancuya är en ort i Colombia.   Den ligger i departementet Nariño, i den sydvästra delen av landet, 500 km sydväst om huvudstaden Bogotá. Ancuya ligger 1 360 meter över havet och antalet invånare är 5 852.
Terrängen runt Ancuya är bergig åt sydost, men åt nordväst är den kuperad. Ancuya ligger nere i en dal. Runt Ancuya är det ganska tätbefolkat, med 160 invånare per kvadratkilometer. Närmaste större samhälle är Samaniego, 12,3 km nordväst om Ancuya. I omgivningarna runt Ancuya växer i huvudsak städsegrön lövskog.